# Carl Mende (Holzstecher)
Carl Mende oder Karl Mende (geboren 6. März 1817 in Berlin; gestorben 1. Januar 1853 ebenda) war ein deutscher Reproduktions-Holzstecher, Zeichner und Illustrator. Er signierte seine Werke teils als C. Mende sc., zudem ist seine Künstlersignatur C. M. 1846 bekannt.

## Leben
Mende durchlief in seiner Jugend eine Lehre zum Schriftgießer. Während seiner anschließenden Wanderjahre kam er nach Stockholm, wo er sich von einem Freund, der als Holzstecher arbeitete, in dessen Freizeit die technischen Kenntnisse des Holzstechens vermitteln ließ. Nach seiner Rückkehr in deutsche Lande musste er um 1840 in Leipzig aus gesundheitlichen Gründen die Schriftgießerei aufgeben. In der Folge wandte er sich der Holzschneiderei zu, obgleich er außer seinen Erfahrungen in Schweden keine weitere Ausbildung dazu genossen hatte.
Zunächst wirkte er in Leipzig bei Johann Gottfried Flegel in Kommission, später in Berlin, anfangs „bei Vogel (Albert?)“ und schließlich bis in sein frühes Todesjahr 1853 als Selbständiger.
Sein Sohn Oskar Mende war um 1876 als Holzstecher in Wien tätig.